# Litvánia elnökeinek listája

A litván elnök címere

Az alábbi szócikk Litvánia köztársasági elnökeit sorolja fel. Litvániában a köztársasági elnök nevezi ki a miniszterelnököt és ő írja ki a választások időpontját is egyben. Emellett a Litván Hadsereg főparancsnoka is. Litvániában 5 évente vannak kétfordulós elnökválasztások. A választásokon az ország polgárai közvetlenül választják meg a leendő köztársasági elnököt.

## Elnökválasztás
Az 1992-ben elfogadott litván alkotmány értelmében az elnököt öt évre választják meg, kétfordulós rendszerben. Hivatalba lépésekor az elnöknek fel kell függesztenie minden hivatalos párttagságát.

## Lista
| Név (született–meghalt)                                             | Portré                                         | Hivatali idő                                   | Hivatali idő                                   | Megjegyzés                                                                                              |
| Név (született–meghalt)                                             | Portré                                         | Hivatalba lépett                               | Hivatal vége                                   | Megjegyzés                                                                                              |
| az Első Litván Köztársaság elnökei (1918–1940)                      | az Első Litván Köztársaság elnökei (1918–1940) | az Első Litván Köztársaság elnökei (1918–1940) | az Első Litván Köztársaság elnökei (1918–1940) | az Első Litván Köztársaság elnökei (1918–1940)                                                          |
| ------------------------------------------------------------------- | ---------------------------------------------- | ---------------------------------------------- | ---------------------------------------------- | --- |
| Antanas Smetona (1874–1944)                                         |                                                | 1919. április 4.                               | 1920. június 19.                               | |
| Aleksandras Stulginskis (1885–1969)                                 |                                                | 1920. június 19.                               | 1926. június 7.                                | 1920. június 19. és 1922. december 21. között megbízott elnökként szolgált.                             |
| Kazys Grinius (1866–1950)                                           |                                                | 1926. június 7.                                | 1926. december 18.                             | |
| Jonas Staugaitis (1868–1952) és Aleksandras Stulginskis (1885–1969) |                                                | 1926. december 18.                             | 1926. december 19.                             | Az 1926. december 17-i katonai puccs után ideiglenes elnökökként.                                       |
| Antanas Smetona (1874–1944)                                         |                                                | 1926. december 19.                             | 1940. június 15.                               | Demokratikusan megválasztott tekintélyelvű vezető.                                                      |
| a Második Litván Köztársaság elnökei (1991–)                        |                                                |                                                |                                                | |
| Vytautas Landsbergis (1932–)                                        |                                                | 1990. március 11.                              | 1992. november 25.                             | A Litván Legfelsőbb Tanács elnökeként.                                                                  |
| Algirdas Brazauskas (1932–2010)                                     |                                                | 1992. november 25.                             | 1998. február 25.                              | 1992. november 25. és 1993. február 25. között mint házelnök töltötte be a megbízott elnöki tisztséget. |
| Valdas Adamkus (1926–)                                              |                                                | 1998. február 26.                              | 2003. február 26.                              | |
| Rolandas Paksas (1956–)                                             |                                                | 2003. február 26.                              | 2004. április 6.                               | Felelősségre vonták, majd eltávolították hivatalából.                                                   |
| Artūras Paulauskas (1953–)                                          |                                                | 2004. április 6.                               | 2004. április 12.                              | Ideiglenesen, mint miniszterelnök.                                                                      |
| Valdas Adamkus (1926–)                                              |                                                | 2004. július 12.                               | 2009. július 12.                               | Második alkalommal köztársasági elnök.                                                                  |
| Dalia Grybauskaitė (1956–)                                          |                                                | 2009. július 12.                               | 2019. július 12.                               | Litvánia első női elnöke. Egyben az első köztársasági elnök, akit újraválasztottak.                     |
| Gitanas Nausėda (1964–)                                             |                                                | 2019. július 12.                               | Hivatalban                                     | |